# 広瀬歴史記念館

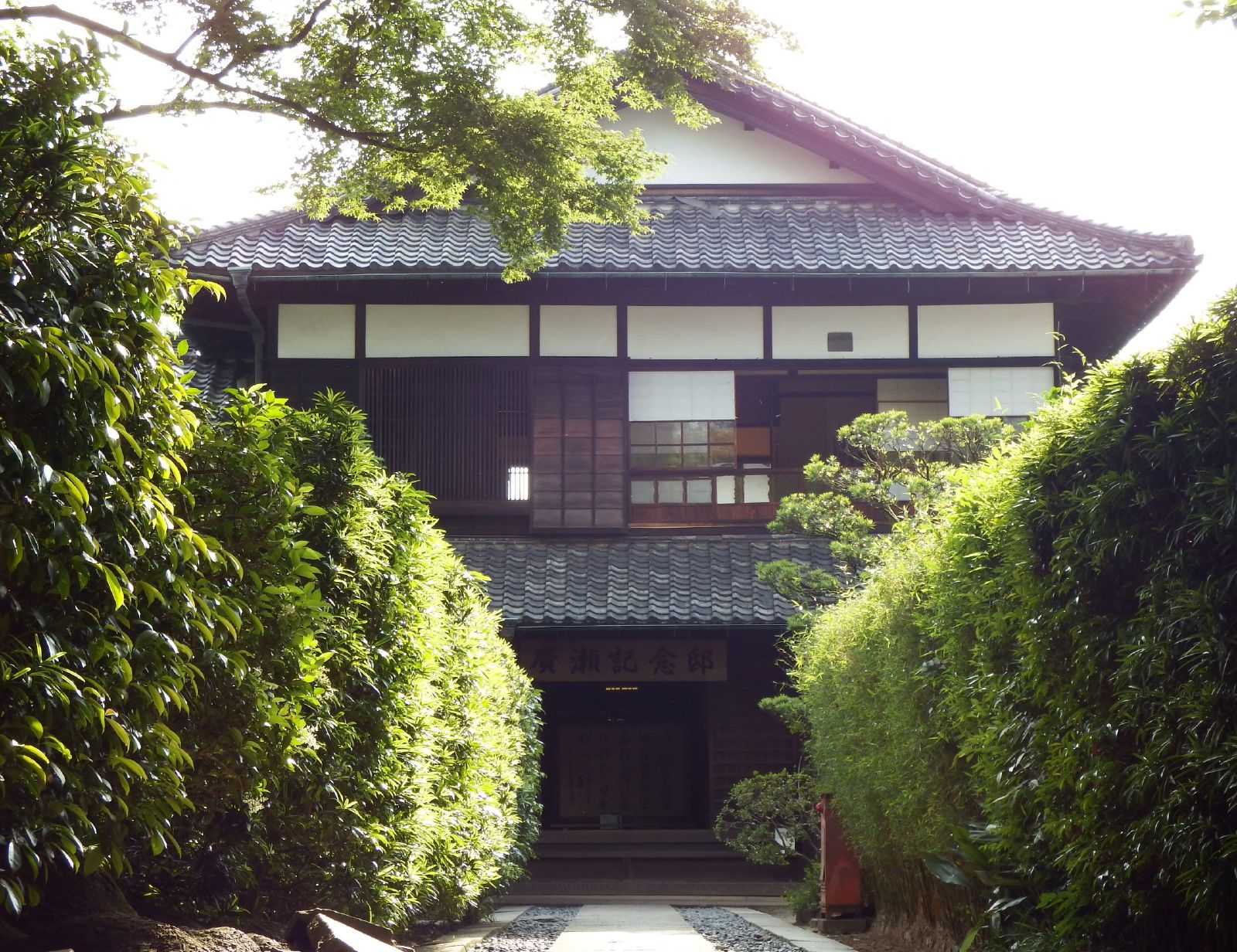
旧広瀬邸の主屋を正面から

広瀬歴史記念館（ひろせれきしきねんかん）は愛媛県新居浜市にある博物館。明治維新の動乱から別子銅山を守り、さらに近代化を促進した広瀬宰平の業績やその生活ぶりを後世に伝えるために新居浜市が設置した。広瀬公園の中にあり、展示館と旧広瀬邸からなる。

## 概要
広瀬宰平は1828年に近江の北脇家に生まれ、9歳で別子銅山に勤務し28歳の時に広瀬義右衛門の養子となった。幕末から明治初期にかけて支配人や住友家総理事などを歴任し明治新政府による接収から銅山を守り、また積極的に外国人技師の招聘や機械化など近代化を進め、ダイナマイトの活用や日本初の山岳鉄道の導入などで効率化を図った。
彼は1877年（明治10年）に居を構え、移築・増築を重ねて1889年（明治22年）に新座敷や庭園などを完成させた。邸宅には和式建築ながら板ガラス・洋式トイレ・マントルピース・避雷針などの西洋建築技術がいたるところに採用され、明治初期の西洋化という新しい流れを巧みに利用する彼の先見性を伺うことができる。隠居後は近江で暮らしたが、この邸宅はその後も子孫によって管理され続けた。そして1970年（昭和45年）に新居浜市に寄贈され、近年になって大規模な調査・改修がなされて、隣接地に作られた展示館とともに広瀬歴史記念館として公開された。なお旧広瀬邸は当時の時代背景を物語る貴重な近代建築として2003年（平成15年）に国の重要文化財に指定された。
展示館では広瀬宰平の足跡や近代化のあゆみを、当時の資料や映像装置などで知ることができる。銅山での業績のみならず、諸外国を巡り日本の近代化のために奔走した活動や、大阪商法会議所、大阪商船などの設立に参画した際の記録など多方面にわたる活躍が紹介されている。
年間数千人程度の利用であるが、2003年（平成15年）は旧広瀬邸が国の重要文化財に指定されたこともあり、前年比約230%の1万数千人の利用があった。

## 展示館建築概要

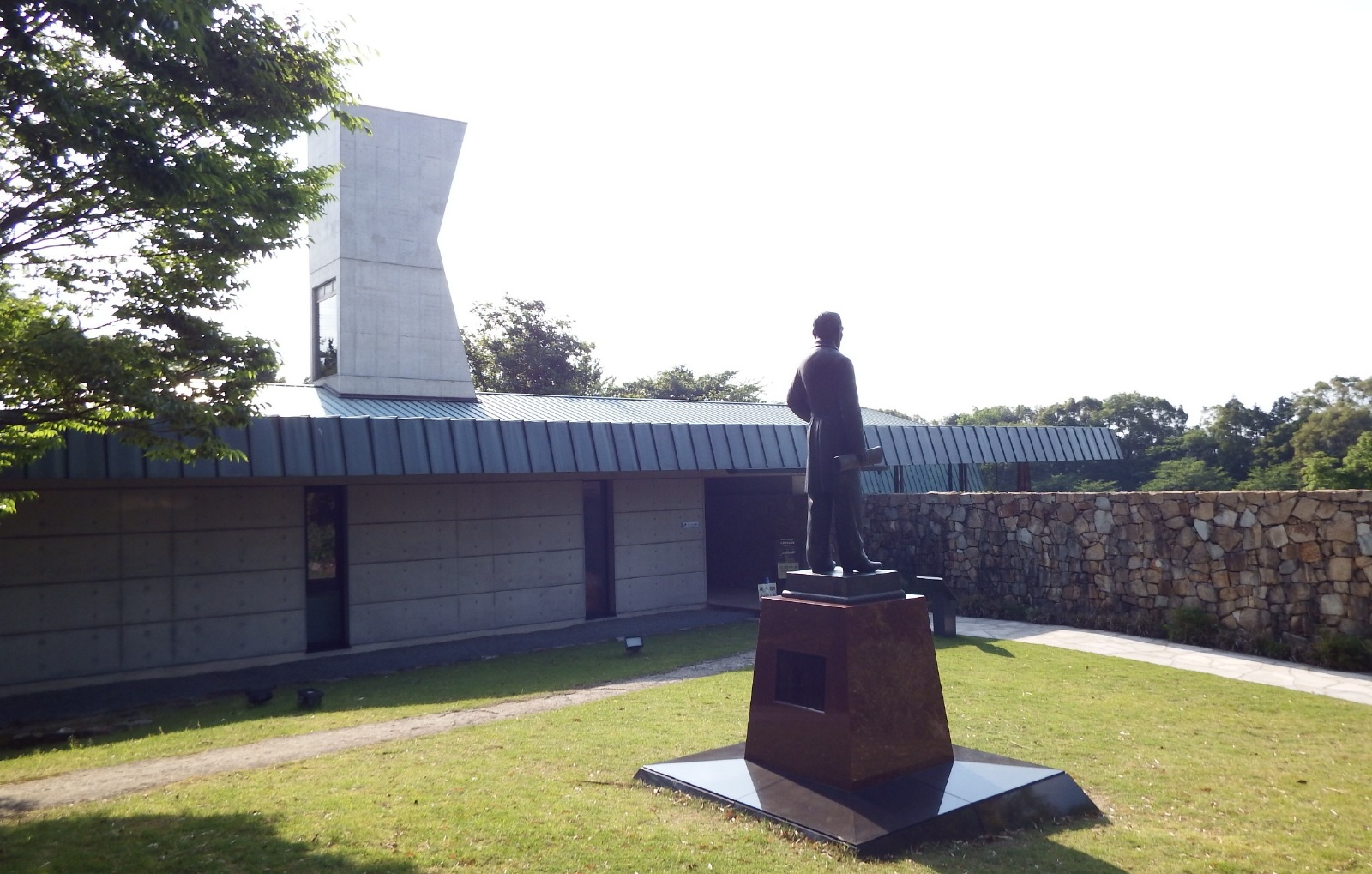
広瀬歴史記念館の展示館入口

荒海に乗り出す船をイメージに作られた建物であり、特徴的な尖塔から南北の景色を取り込み入口すぐの象徴空間で赤石連峰と燧灘を映す。
- 設計 -  日建設計、石本建築事務所
- 竣工 -  1997年
- 敷地面積 -  4,688m2
- 建築面積 -  1,072m2
- 構造・規模 -  RC造・平屋建
- 所在地 -  〒792-0046 愛媛県新居浜市上原2-10-23

展示内容：
- 広瀬宰平～日本の近代化を担う・故郷の旅立ち・住友家への奉公と別子銅山勤務。別子銅山の危機と克服。別子銅山・採鉱・陸運・海運・製錬の近代化。殖産興業と国益志向。宰平の引退と人柄・その後の広瀬家。
- 展示品：旧広瀬邸図面、宰平銅像の型、鉄道レール、鉄鉱石と江戸時代の製品、新居浜市の航空写真、山駕籠、手押し車、銅製弁財天像など

## 文化財

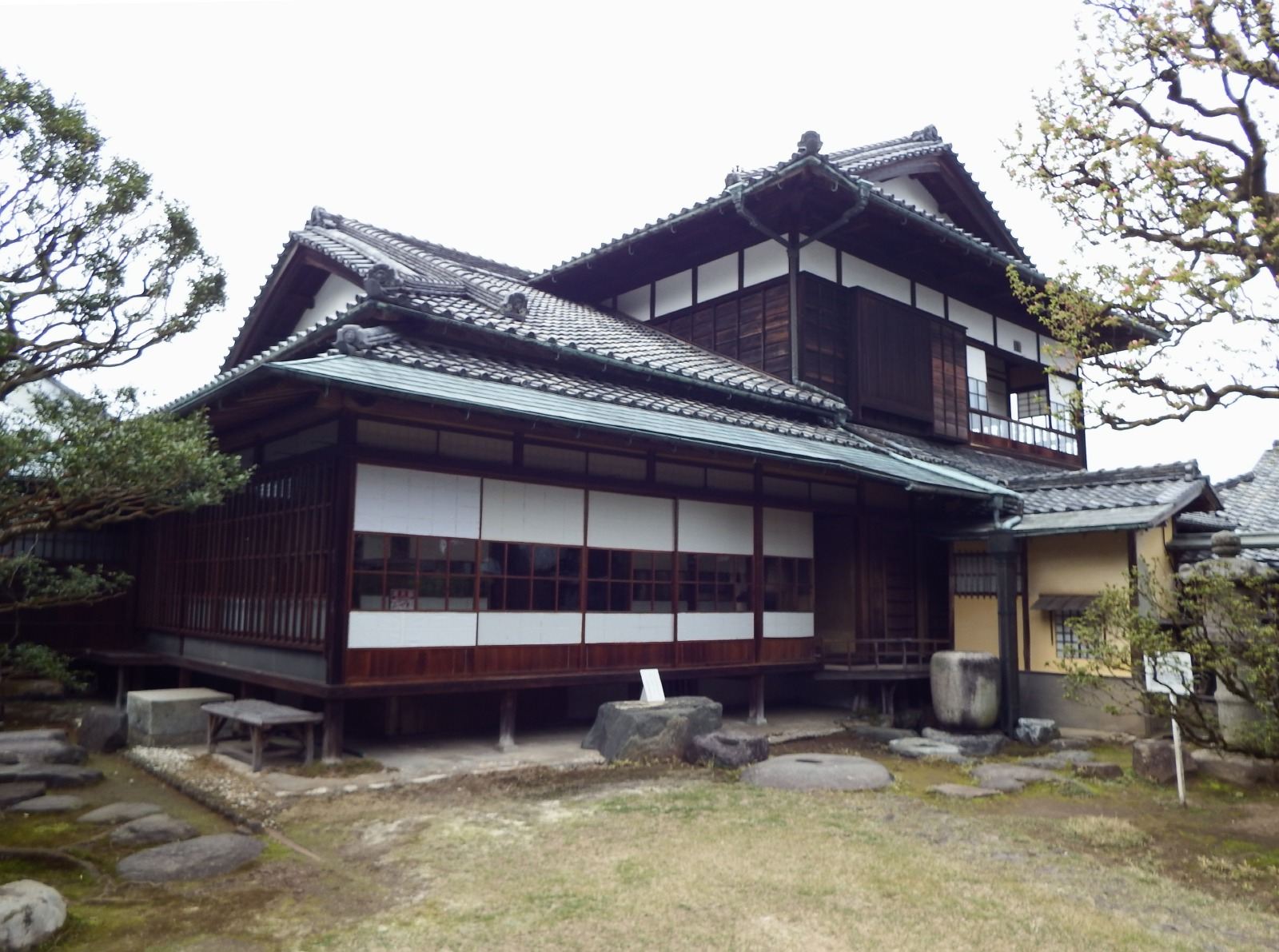
主屋

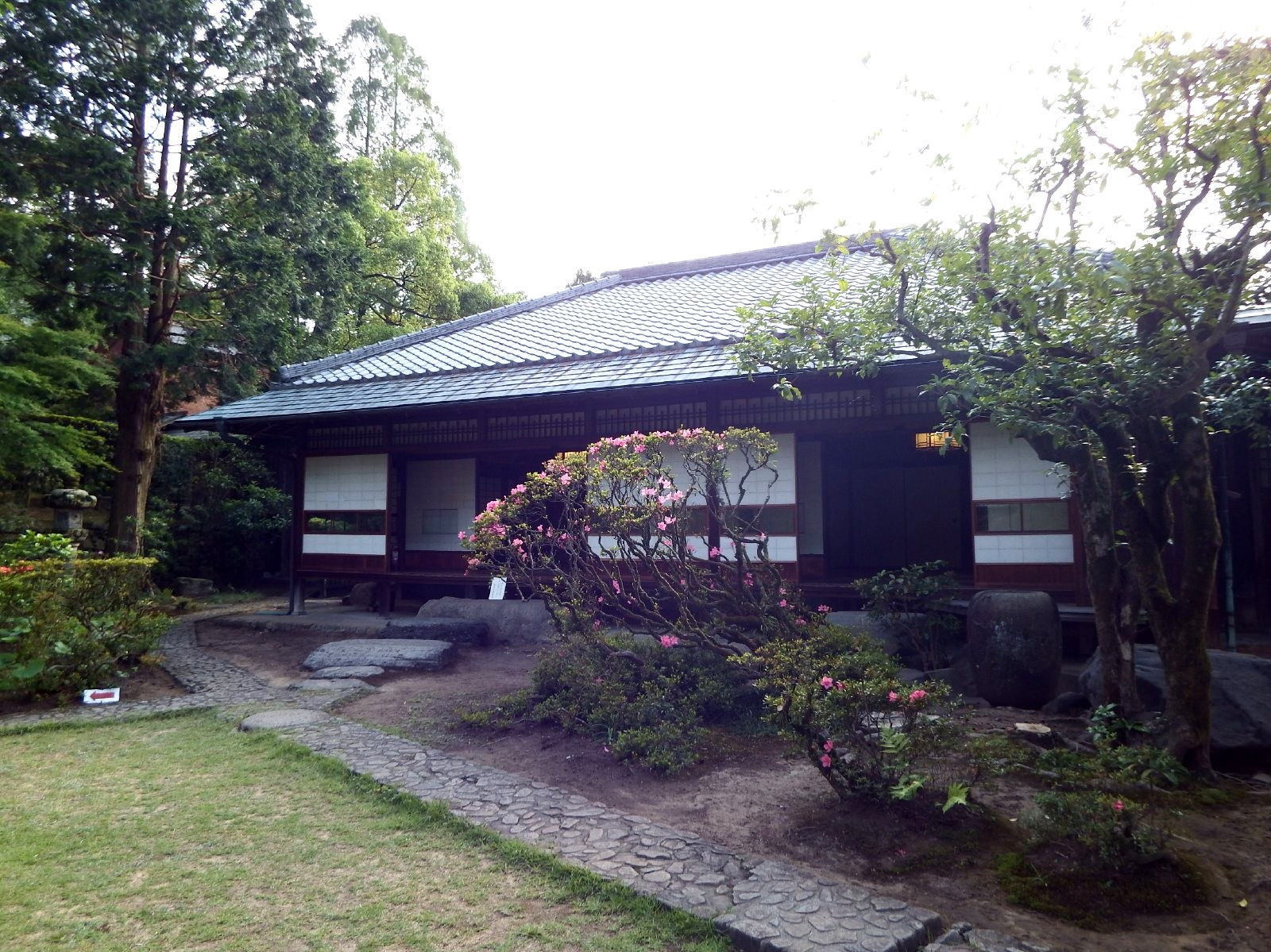
新座敷

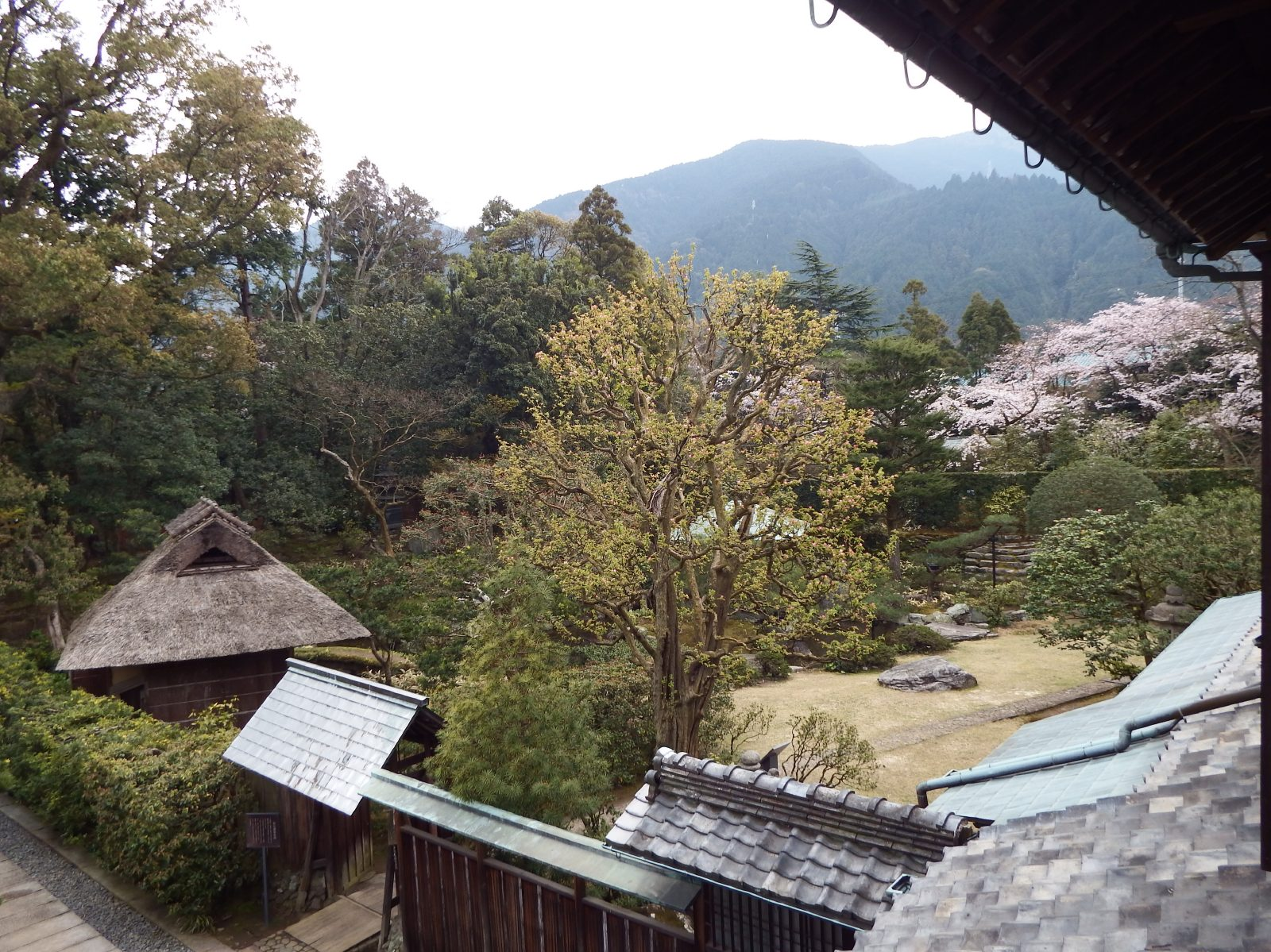
庭園

### 重要文化財
- 旧広瀬家住宅 7棟
  - 主屋：明治10年久保田に建築されたものを明治20年現在地に移設、明治33年頃に料理場を西側に増設。[2]
  - 新座敷：別子開坑200年祭の接待館として明治22年に建築。[3]
  - 離れ：明治22年に移築された二階建。[4]
  - 金物蔵・米蔵：明治20年久保田より移設、江戸時代末の建築。[5]
  - 門番所：明治23年頃の建築。[6]
  - 乾蔵：明治20年久保田より移築、江戸時代末期の建築。[7]
  - 表門：明治23年頃の建築。[8]
  - （附指定）新土蔵・西座敷脇屋：明治21年に竣工、昭和初期改修。
  - （附指定）裏門：明治23年以前の建築。
  - （附指定）人力車小屋：明治30年代以前の建築。

### 国の名勝
- 旧広瀬氏庭園 - 明治半ばから大正にかけて築造を重ねた近代庭園で、地方の庭園文化発展を示す重要な事例として、2018年2月に名勝指定。

## それ以外の建物（無指定）
- 醤油庫：昭和6年久保田から移設。邸内で最も新しい建物。[9]
- 指月庵：明治21年頃竣工の茶室。
- せんせん亭：東屋、明治23年頃竣工。心字池に張り出して建っている。
- 凌雲塔：明治20年竣工の銅製三重塔。
- 靖献堂：持仏堂、大正11年に外郭竣工、大正13年開同式。
- 広脇神社：大正5年建築。
- 煉瓦書庫：大正12年外郭竣工。
- 北煉瓦塀：明治23年以前の竣工。
- 東煉瓦塀：明治23年頃竣工。
- 西裏煉瓦塀：明治24年頃竣工。
- 南煉瓦塀：大正5年竣工、全長108ｍ余。

## アクセス
観覧料　個人520円（中学生以下無料）、団体420円（20名以上）
開館時間　9：30～17：30（受付は17：00まで）
休館日　月曜日（祭日の場合は翌日）、12月29日～1月3日まで休館
- JR新居浜駅から車で約20分
- 松山自動車道・西条ICからも新居浜ICからでも車で約20分